# Сембаев, Даурен Хамитович
Даурен Хамитович Сембаев (3 октября 1933 года, Алма-Ата — 4 декабря 2015 года, Алма-Ата) — советский и казахский учёный-химик в области окислительного катализа, доктор химических наук, профессор, академик Национальной академии наук Республики Казахстан (2003), долгое время заведующий лабораторией нефтехимического синтеза Института химических наук имени А.Бектурова.

## Биография
Родился в городе Алма-Ата в семье педагога, позже наркома и министра просвещения Казахской ССР Абдыхамита Ибнеевича Сембаева. Происходит из подрода Керней рода Каракесек племени Аргын. Он родился старшим ребёнком: младший брат — Сембаев, Даулет Хамитович и две младшие сестры — Баишева Сауле Абдыхамитовна и Сембаева Рауза Абдыхамитовна.

## Образование
В 1956 г. окончил Московский химико-технологический институт имени Д. И. Менделеева, по специальности химик.

## Карьера
С 1956 года занимается научной деятельностью в Институте химических наук имени А.Бектурова, с 1972 года — заведующим лабораторией синтеза мономеров, после реорганизации в 1996 году — заведующим лабораторией нефтехимического синтеза. С 1994 по 1996 годы был академиком-секретарем Отделения химико-технологических наук и членом президиума Национальной академии наук Республики Казахстан.

## Научное наследие
Основные научные труды в области синтеза кислород- и азотосодержащих производных многофункциональных карбоновых кислот. Разработал и внедрил в производство ванадиево-титановые катализаторы. На основе этих катализаторов создано опытно-промышленное предприятие по выпуску никотиновых кислот (город Умань, Украина). Под его руководством защищены 10 кандидатских и одна докторская диссертация. Автор свыше 300 научных трудов, 34 авторских свидетельств, 45 зарубежных патентов.
Прилагал интенсивные усилия для сохранения фундаментальной науки в Казахстане, будучи уверенным, что фундаментальные исследования должно поддерживать государство, а акционирование двух исследовательских институтов — химии и органического катализа — приведёт к их окончательному распаду. Выступил против реорганизации Института химических наук имени А. Бектурова и Института органического катализа и электрохимии имени Д. Сокольского.
Скончался 4 декабря 2015 года в Алма-Ате, похоронен на Кенсайском кладбище.

## Награды
Награждён медалями.